# Det gick som smort
Det gick som smort är ett svenskt idiomatiskt uttryck som beskriver en händelse som gått väldigt bra eller utan större kraftansträngning, som om man smörjt in något . Det kommer av jämförelsen med att om man smörjer något, en hjulaxel, ett gångjärn, en bilmotor med lämplig olja eller fett, så går det mycket lättare.
Exempel 1: Anställningsintervjun gick som smort; Hemresan gick som smort; Planen för upprustning av Folkets Hus lokaler har gått som smord.
Innebörd: Det gick lätt, inga oväntade problem tillstötte. Man uppnådde det man ville.